# Егоров, Алексей Юрьевич (медик)
Алексе́й Ю́рьевич Его́ров (род. 9 апреля 1961, Ленинград) — российский психиатр,  нарколог, исследователь деятельности мозга,  доктор медицинских наук, профессор с 2009.

## Биография
Отец — Юрий Васильевич Егоров, историк, профессор ЛГПИ им. А. И. Герцена, мать — Влада Валентиновна Серебрякова, филолог.
В 1978 году окончил английскую школу № 105, в 1985 году с отличием — 1-й Ленинградский медицинский институт им. акад. И. П. Павлова (1-й ЛМИ). С первого курса стал посещать студенческий научный кружок по психиатрии, старостой которого был последние три года учёбы в институте.
После окончания 1-го ЛМИ пришёл на работу в Лабораторию функциональной асимметрии мозга человека Института эволюционной физиологии и биохимии им. И. М. Сеченова АН СССР (сегодня ИЭФБ РАН), где прошёл путь от старшего лаборанта до заведующего лабораторией. В мае 2009 года возглавил созданную им новую лабораторию нейрофизиологии и патологии поведения.
Научная деятельность на начальном этапе была посвящена изучению латерализованного воздействия психотропных препаратов на правое и левое полушария головного мозга человека. Научным руководителем А. Ю. Егорова был известный психиатр и физиолог В. Л. Деглин. Результатом этой работы была успешная защита кандидатской диссертации в 1990 году.
Параллельно в качестве врача-психиатра вёл больных на клинической базе лаборатории на 22-м отделении в психиатрической больнице № 3 им. И. И. Скворцова-Степанова. Клинический опыт молодого врача оттачивался на разборах, которые проводили замечательные профессора, консультировавшие тогда в больнице — Ю. Л. Нуллер, А. Е. Личко.
В 1991 году находился в двухмесячной командировке в США, где читал лекции в Мичиганском университете (Энн-Арбор) и Университете штата Висконсин (Мэдисон). После этого сосредоточился на исследовании роли межполушарного взаимодействия в осуществлении когнитивных функций в норме и при психической патологии. Результатом этого исследования была успешная защита докторской диссертации в 1999 году по двум специальностям — нормальная физиология и психиатрия.
С сентября 1999 года в качестве профессора начал преподавать психопатологию детей и подростков, вести спецкурсы в Институте специальной педагогики и психологии (ИСПиП) Международного университета семьи и ребёнка им. Р. Валленберга. Там же с сентября 2000 по апрель 2004 года заведовал кафедрой клинико-физиологических дисциплин.
С сентября 2001 по декабрь 2006 года работал в должности профессора кафедры специальной психологии факультета психологии СПбГУ.С 2011 по 2014 гг. работал по договору в должности профессора кафедры психологии кризисных и экстремальных ситуаций факультета психологии СПбГУ.
С сентября 2006 года работал профессором на договоре кафедры психиатрии и наркологии медицинского факультета СПбГУ, а с сентября 2007 года принят на должность штатного профессора этой кафедры, где работает по настоящее время.
С сентября 2007 года является профессором кафедры психиатрии СПб МАПО, а в настоящее время кафедры психиатрии и наркологии СЗГМУ им. И. И. Мечникова.
Тематика читаемых лекций по кафедре: шизофрения, биполярное аффективное расстройство, тревожные расстройства и ПТСР, наркомании, возрастные и гендерные особенности аддиктивных расстройств, нехимические аддикции, электросудорожная терапия психозов. В 2009 г. А. Ю. Егорову было присвоено ученое звание «профессор» по кафедре психиатрии.
Ведет врачебную работу в психиатрической больнице № 3 и Городской наркологической больнице в качестве профессора-консультанта по психиатрии и наркологии. Проводит клинические разборы. Имеет сертификаты психиатра и нарколога, высшую врачебную категорию по специальности «Психиатрия».
Является членом обществ физиологов им. И. П. Павлова, общества психиатров, Национального наркологического общества, почетным членом Немецко-Российского общества психиатрии, психотерапии и психосоматики, членом Евроазиатской профессиональной ассоциации аддиктивной медицины (ЕПААМ), членом Global Addiction Society и International Society for the Study of Behavioral Addictions (ISSBA), почетным и пожизненным членом International «Stress and Behavior Sosciety» (ISBS). Федеральный эксперт научно-технической сферы. Эксперт комиссии по наркологии Российского общества психиатров
Член редколлегий и редакционных советов журналов «Неврологический вестник. Журнал им. В. М. Бехтерева», «Обозрение психиатрии и медицинской психологии им. В. М. Бехтерева», «Наркология», «Психическое здоровье», «Психопатология и аддиктивная медицина», «Психиатрия, психотерапия и медицинская психология» (г. Минск, Беларусь), редактор-рецензент журнала «Frontiers in Behavioral Neuroscience» (Швейцария).
Член диссертационного совета Д 002.127.01 при Институте эволюционной физиологии и биохимии им. И. И. Сеченова Российской академии наук.
Руководит работой дипломников, магистров, аспирантов и докторантов. Под руководством А. Ю. Егорова защищены 7 кандидатских и одна докторская диссертация.
Основные научные интересы — экспериментальное моделирование психических расстройств, клинико-психологические аспекты и лечение аддиктивных расстройств, клиника и терапия поведенческих аддикций, нейробиологическое и нейропсихологические основы психопатологических состояний и девиантного поведения, общая психопатология.

## Работы
Автор более 430 печатных работ, в том числе
- «Хрестоматии по детской психопатологии», М. — СПб — Дидиктика Плюс, 2002 в соавторстве с Е. С. Ивановым и Д. Н. Исаевым
- учебника «Возрастная наркология» М. -СПб — Дидиктика Плюс, 2002, в соавторстве с А. А. Дрейзиным
- соавтор коллективной монографии «Руководство по профилактике злоупотребления психоактивными веществами несовершеннолетними и молодежью» под ред. Л. М. Шипицыной и Л. С. Шпилени, СПб: Изд-во «Вариант», 2003
- соавтор «Учебника по детской психиатрии» под ред. Э. Г. Эйдемиллера, СПб: Изд-во «Питер» , 2005
- в соавторстве А. А. Дрейзиным монографии «Выявление злоупотребления психоактивных веществ у детей и подростков», Калининград, Изд-во КГУ. 2005; соавтор монографии «Руководство по аддиктологии» под ред. В. Д. Менделевича, СПб, Речь. 2007; .в соавторстве с С. А. Игумновым монографии «Расстройства поведения у подростков: клинико-психологические аспекты» СПб., «Речь». 2005; в соавторстве с С. А. Игумновым монографии «Клиника и психология девиантного поведения», СПб, Речь. 2010, Соавтор монографии (совместно с А. Г. Нарышкиным, И. В. Галаниным, А. Л. Гореликом, Т. А. Скоромцом) «Частные вопросы нейропластичности. Вестибулярная дерецепция», СПб, Фолиант. 2017.
- автор монографий:
  - «Нейропсихология девиантного поведения», «Речь» 2006 г.
  - «Нехимические зависимости», «Речь» 2007.
  - «Социально-приемлемые поведенческие зависимости», LAP Lambert Academic Publishing, Saarbrücken. 2016.
- автор глав в руководствах, учебниках и монографиях: Психиатрия: Руководство для врачей. В двух томах/ Под ред. А. С. Тиганова — М.: ОАО «Издательство Медицина». 2012, Рациональная психофармакотерапия в психиатрической практике: руководство для практикующих врачей/ под общ. ред. Ю. А. Александровского, Н. Г. Незнанова. М., Литтерра, 2014, Психология кризисных и экстремальных ситуаций: психическая травматизация и её последствия: учебник/ под ред. д-ра психол. наук Н. С. Хрусталевой. — СПб.: Изд-во СПбГУ, 2014, Посттравматическое стрессовое расстройство / под ред. В. А. Солдаткина; ГБОУ ВПО РостГМУ Минздрава России. — Ростов н/Д: Изд-во РостГМУ, 2015, Sport and Exercise Psychology/ A. M. Lane (Ed.). 2nd. ed., London: Routledge, 2015 (В соавторстве с A Szabo), .Психология кризисных и экстремальных ситуаций: индивидуальные жизненные кризисы, агрессия и экстремизм: учебник/ под общ. ред. д-ра психол. наук Н. С. Хрусталевой — СПб, Изд-во СПбГУ. 2016. Психиатрия. Национальное руководство. под ред. Ю. А. Александровского и Н. Г. Незнанова. М., Изд-во ГОЭТАР, 2018, «Психология кризисных и экстремальных ситуаций: учебник» / под ред. Н. С. Хрусталевой. — СПб, Изд-во СПбГУ. 2018,. Руководство по психологии здоровья / Под ред. А. Ш. Тхостова, Е. И. Рассказовой. — М.: Издательство Московского университета, 2019.

Автор учебных пособий:
- «Основы наркологии», СПб -Изд-во ИСПиП, 2000
- «Функциональная специализация полушарий мозга человека», СПб -Изд-во ИСПиП, 2000.
- «Выявление лиц, злоупотребляющих психоактивными веществами», СПб -Изд-во ИСПиП, 2004,
- В соавторстве с Н. Н. Петровой и А. Г. Софроновым «Электросудорожная терапия», СПб, Изд. СПбГУ. 2013,
- «Психология девиантного поведения», СПб, Изд. СЗГМУ им. И. И. Мечникова. 2016.
- «Детско-подростковая наркология», СПб, Изд-во СЗГМУ им. И. И. Мечникова, 2018.

а также многочисленных учебных программ по наркологии, психиатрии, девиантологии, профилактике аддиктивного поведения и др.